# Tor Poznań Track Day
Tor Poznań Track Day – organizowany od 2008 roku cykl otwartych amatorskich samochodowych imprez sportowych skierowany do wszystkich kierowców chcących rozpocząć lub kontynuować swoją przygodę z szybką jazdą na profesjonalnym torze wyścigowym.
Początkowo impreza organizowana była jako inicjatywa członków Koła Porsche Automobilklubu Wielkopolski pod nazwą Akademia Sportowej Jazdy Porsche i miała na celu doskonalenie techniki jazdy sportowej u kierowców samochodów tej marki, z czasem rozwinięta w Tor Poznań Track Day gdzie pojawił się element rywalizacji.
Pod okiem doświadczonych instruktorów i trenerów sportów motorowych PZM, w bezpiecznych warunkach uczestnicy stawiają swoje pierwsze kroki lub doskonalą umiejętności szybkiej jazdy na profesjonalnym, jedynym w Polsce, torze wyścigowym z homologacją wyścigową FIA – Torze „Poznań”.
Tor Poznań Track Day wystawia w Wyścigowych Samochodowych Mistrzostwach Polski oraz Górskich Samochodowych Mistrzostwach Polski zespół wyścigowy Track Day Team złożony z zawodników i instruktorów imprezy, jego misją jest wspieranie utalentowanych kierowców wyścigowych, którzy rozpoczynają lub rozwijają swoją karierę w motorsporcie.
Od 2017 roku impreza ma rangę Mistrzostw Okręgu PZM w Amatorskich Samochodowych Wyścigach Płaskich.
Podczas Tor Poznań Track Day w roku 2020 zadebiutowały po raz pierwszy w Polsce długodystansowe wyścigi dla amatorów Bio-Circle TPTD 1hRace. Endurance – format bardzo popularny w Europie nie był obecny do tej pory w amatorskiej rywalizacji, emocji długodystansowego ścigania w kraju mogli doświadczyć jedynie licencjonowani zawodnicy Wyścigowych Samochodowych Mistrzostw Polski.
Zwycięzcą  debiutanckiego wyścigu w roku 2000 został Grzegorz Grzybowski. W sezonie 2021 odbyły się  dwa wyścigi długodystansowe Bio-Circle TPTD 1hRace podczas których na najwyższych stopniach podium stawali:  Sławomir Miąsko oraz  Grzegorz Kosyl, który został zwycięzcą całego cyklu długodystansowego 2021.
Podczas ostatniej edycji Tor Poznań Track Day sezonu 2021 miał również miejsce wyjątkowy, do tej pory nie rozgrywany w Polsce, debiutancki wyścig nocny NIGHT RACE, gdzie w ciemnościach zawodnicy muszą polegać tylko na tym co widzą na niewielkim fragmencie toru oświetlanego własnymi światłami oraz na kolorowych panelach świetlnych pokazywanych zamiast flag w punktach sędziowskich. Zwycięzcą wyścigu został Maksym Plencner wyprzedzając Grzegorza Grzybowskiego i Pawła Redestowicza.